# 杉本新和
株式会社杉本新和（すぎもとしんわ）は、医薬品・衛生材料・化粧品の卸売を中心とする日本の企業であった。現在は東邦薬品（共創未来）グループの一社「セイエル」である。医薬品の卸売手。地盤は広島・岡山。

## 概要
- 本社は広島県広島市西区商工センター5丁目1-1

## 沿革
- 1946年広島市に杉本薬品商会の基礎を興す。
- 1949年杉本薬品株式会社に社名変更
- 1979年岡山県の新和薬品株式会社から営業譲受、「株式会社杉本新和」と社名変更
- 1992年山口県の末永天正堂から営業譲受。「株式会社セイナス」に社名変更。

## 営業所
- 広島県：広島市・福山市・呉市・三次市・尾道市
- 山口県：岩国市・柳井市・徳山市
- 岡山県：津山市・岡山市・倉敷市・新見市

## 主な取引メーカー
- 三共（現:第一三共）
- 藤沢薬品工業（現:アステラス製薬）
- エーザイ
- 中外製薬
- 大塚製薬
- 田辺製薬（現:田辺三菱製薬）
- 大鵬薬品工業
- 興和新薬（現:興和創薬）